# Maria Estuard (pel·lícula)
 Maria Estuard  (original: Mary of Scotland) és una pel·lícula estatunidenca dirigida per John Ford, estrenada el 1936 i doblada al català.

## Argument[2]
La pel·lícula presenta la història de Maria I d'Escòcia a partir de la seva tornada a Escòcia.
La primera escena mostra Elisabeth furiosa del desembarcament imminent de la seva cosina a Escòcia. No li ha atorgat salconduït. També ordena, per tal d'evitar que Mary se serveixi del trampolí d'Escòcia per arrabassar-li el seu ceptre, que un capità hissi el pavelló negre en aquesta ocasió.
Quan ha desembarcat a Leith, Escòcia, Mary Stuart va al castell Holyrood sobre un vell rossí: els pirates s'han quedat amb el vaixell que transportava els seus cavalls. Els lords escocesos anuncien a Moray, el germanastre de Mary, que el seu regnat arriba a la fi. En la primera entrevista amb els senyors d'Escòcia, Mary, feliç de tornar després de tretze anys d'absència, afirma altivament la seva pertinença a la religió catòlica. Permet al seu secretari Rizzio quedar-se, mentre que Ruthven volia que l'estranger es retirés. La qüestió d'unes segones núpcies és abordada. Els lords proposen lord Darnley, que presenta l'avantatge de ser un Stuart, tercer hereu de la corona d'Anglaterra. Se li informa d'unes paraules malèvoles del comte de Bothwell: Mary i Elisabeth reunides no equivalen a la meitat d'una dona honrada. Els diu mentre que vol fer-se ella mateixa i que no es casarà més que quan estimi algú.

## Repartiment
- Katharine Hepburn: Maria I d'Escòcia
- Fredric March: James Hepburn, comte de Bothwell
- Florence Eldridge: la reina Elisabet I d'Anglaterra
- Douglas Walton: Lord Darnley
- John Carradine: David Rizzio
- Robert Barrat: Lord Morton
- Gavin Muir: el Comte de Leicester
- Ian Keith: James Stuart, Comte de Moray
- Moroni Olsen: John Knox
- William Stack: Lord Ruthven
- Ralph Forbes: Lord Randolph, ambaixador d'Escòcia
- Alan Mowbray: Lord Throckmorton, ambaixador d'Escòcia
- Frieda Inescort: Mary Beaton, dama de companyia de Mary
- Donald Crisp: Huntly
- David Torrence: Lindsay
- Molly Lamont: Mary Livingstone, dama de companyia de Mary
- Anita Colby: Mary Fleming, dama de companyia de Mary
- Jean Fenwick: Mary Seton, dama de companyia de Mary
- Lionel Pape: Lord Burghley
- Alec Craig: Donal
- Mary Gordon: infermera del Príncep James
- Monte Blue: missatger
- Leonard Mudie: Maitland
- Brandon Hurst: Airan
- Wilfred Lucas: Lexington
- D'Arcy Corrigan: Kirkcaldy
- Frank Baker: Douglas
- Cyril McLaglen: Faudoncide
- Doris Lloyd: la dona del pescador
- Robert Warwick: Sir Francis Knollys
- Murray Kinnell: un jutge
- Lawrence Grant: un jutge
- Ivan F. Simpson: un jutge
- Nigel De Brulier: un jutge
- Barlowe Borland: un jutge
- Walter Byron: Sir Francis Walsingham
- Wyndham Standing: Sergeant
- Earle Foxe: comte de Kent
- Paul McAllister: du Croche
- Lionel Belmore: pescador
- Gaston Glass: Chatelard
- Neil Fitzgerald: un noble

## Al voltant de la pel·lícula[3]
- Rodatge del 25 de febrer al 25 d'abril de 1936
- Recaptacions: 1.000.000 dòlars
- Bette Davis i Tallulah Bankhead havien estat en principi proposades per al paper de Marie Stuart.
- Katharine Hepburn és una descendent del comte de Bothwell.
- Florence Eldridge era la dona de Fredric March.
- Katharine Hepburn i John Ford van començar una breu relació amorosa a la pel·lícula.

## Premis
- Festival Internacional de Cinema de Venècia: menció especial per a John Ford (1936)